# Klasika Primavera de 2016
A 62ª Klasika Primavera disputou-se no domingo 10 de abril de 2016 sobre um traçado de 171,5 quilómetros com início e final em Amorebieta.
A prova pertenceu ao UCI Europe Tour de 2016 dos Circuitos Continentais UCI, dentro da categoria 1.1.

## Equipas participantes
| Equipe WorldTeam- Movistar Team Equipes profissionais Continentais (2)- Caja Rural-Seguros RGA - ONE Pro Cycling Equipes Continentais (11)- Burgos-BH - Dare Gobic - Euskadi Basque Country-Murias - Inteja-MMR Dominican - Lokosphinx - Louletano-Hospital de Loulé - Manzana Postobón - Massi-Kuwait Project - Rádio Popular-Boavista - Sporting-Tavira - W52-FC Porto |
| |

Participaram 14 equipas. A única equipa espanhola de categoria UCI Pro Team (Movistar Team); o único de categoria Profissional Continental (Caja Rural-Seguros RGA); e os 2 de categoria Continental (Burgos-BH e Euskadi Basque Country-Murias). Quanto a representação estrangeira, estiveram 10 equipas: o Profissional Continental da ONE Pro Cycling e os Continentais do Sporting-Tavira, Inteja-MMR Dominican Cycling Team, Lokosphinx, Louletano-Hospital Loulé-Jorbi, Massi-Kuwait Cycling Project, Manzana Postobón Team, W52-FC Porto-Porto Canal, Dare 2B e Rádio Popular-Boavista. Formando assim um pelotão de 109 ciclistas, com 8 corredores a cada equipa excepto a Dare Gobik que competiu com 5, dos que acabaram 85.
O ganhador final foi Giovanni Visconti. Nas outras classificações secundárias impuseram-se Gorka Izagirre (montanha) e Dmitry Strakhov (sprints especiais).

## Classificação final
| \| Classificação geral \| Classificação geral \| Classificação geral \| Classificação geral \| Classificação geral \| \| Ciclista \| Ciclista \| Equipe \| Tempo \| \| \| ------------------- \| ------------------- \| ----------------------------- \| ------------------- \| ------------------- \| \| 1. \| Giovanni Visconti \| Movistar Team \| 3h56m44s \| \| \| 2. \| Gorka Izagirre \| Movistar Team \| + 0s \| \| \| 3. \| Sergio Pardilla \| Caja Rural-Seguros RGA \| + 0s \| \| \| 4. \| Alejandro Valverde \| Movistar Team \| + 0s \| \| \| 5. \| Sergey Shilov \| Lokosphinx \| + 1m33s \| \| \| 6. \| Carlos Barbero \| Caja Rural-Seguros RGA \| + 1m33s \| \| \| 7. \| Aritz Bagües \| Euskadi Basque Country-Murias \| + 1m33s \| \| \| 8. \| Pello Bilbao \| Caja Rural-Seguros RGA \| + 1m33s \| \| \| 9. \| Karol Domagalski \| ONE Pro Cycling \| + 1m33s \| \| \| 10. \| Dmitriy Sokolov \| Lokosphinx \| + 1m33s \| \| |                    |                               |          |
| |                    |                               |          |
| Fontes: ProCyclingStats Cycling Quotient Cycling Archives |                    |                               |          |
| Classificação geral |                    |                               |          |
| Ciclista | Ciclista           | Equipe                        | Tempo    |
| 1. | Giovanni Visconti  | Movistar Team                 | 3h56m44s |
| 2. | Gorka Izagirre     | Movistar Team                 | + 0s     |
| 3. | Sergio Pardilla    | Caja Rural-Seguros RGA        | + 0s     |
| 4. | Alejandro Valverde | Movistar Team                 | + 0s     |
| 5. | Sergey Shilov      | Lokosphinx                    | + 1m33s  |
| 6. | Carlos Barbero     | Caja Rural-Seguros RGA        | + 1m33s  |
| 7. | Aritz Bagües       | Euskadi Basque Country-Murias | + 1m33s  |
| 8. | Pello Bilbao       | Caja Rural-Seguros RGA        | + 1m33s  |
| 9. | Karol Domagalski   | ONE Pro Cycling               | + 1m33s  |
| 10. | Dmitriy Sokolov    | Lokosphinx                    | + 1m33s  |